# Kos (heraldika)
A kos a heraldikában rövid, csigavonalban felcsavarodott szarvakkal, gyapjas bundával ábrázolt kecskeféle. Ha a szarva egyenes vagy enyhén ívelt, bak, ha egyenes, de rövid, zerge, ha csigavonalban meggörbült (vagy rövid, íves), kos. Újabb keletű, ritka változata a muflon, melynek hosszabb, tekert szarva van.
Kosfej van a legrégibb fennmaradt magyar (halotti) sisakdíszen. Kosbőr a jelvénye az Aranygyapjas rendnek. Az Atreusz által megnyúzott és kitömött aranygyapjas, szarvas kosbárány az isteni erő, illetve az isteni eredetű földi hatalom szimbóluma. Egyes heraldikusok szerint a kos a pásztori igazságszolgáltatást jelképezte.
Szent Ágoston a kost Krisztussal azonosítja, míg a kereszténységben ebben a szerepben már a bárány áll. A régi hiedelemvilágban a teremtő erő, a születés és az újjászületés, az újrakezdés szimbóluma volt. Egyiptomban Amon (a születés és újjászületés istene) kosfejű ábrázolása a jóslással volt kapcsolatban, mert az ismeretlen túlvilági tartományokban, a múltban, jelenben és jövőben mozgott. Egyes egyiptomi görög pénzeken Nagy Sándort a füle helyén kosszarvakkal vagy szarvas fejdísszel ábrázolták, amikor a monda szerint a Szíva-oázisban Amon isten elismerte fiának.
A heraldikában előfordulnak a kos- vagy kecskeszarvas nőábrázolások és néha a kosfejű és sastestű kecskesas (de: Ziegenadler) is, mely látható több hesseni falu és a német von Reichenbach-Lessonitz grófok címerében, kiknek egykori birtoka volt Ziegenhain városa. Ennek címerében kecskefejű kakas (kecskekakas) szerepel.

## Képek

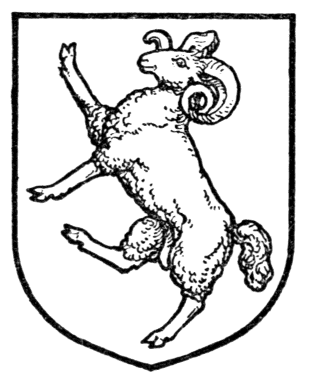
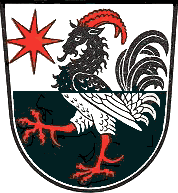